# 도두사수항
도두사수항은 제주특별자치도 제주시 도두동에 위치한 어항이다. 2004년 9월 23일 어촌정주어항으로 지정되었다. 관리청은 제주시, 시설관리자는 제주시장이다.

## 어항 연혁
지금부터 370여년전 광산이씨의 조상이 현재 신사수동 남쪽 '안위영'에 정착, 홀캐의 말물(斗水)을 먹으면 살다가 차츰 1동쪽의 '망한이왓'으로 옮겨 융성했으나 그 후 가세가 기울며 타지역으로 옮겨 갔으며, 황씨, 강씨, 광산 김씨 등이 살았다 전해지며, 풍천 임씨도 연동에서 이곳 포구에 처가살이와 뿌리를 내리고살았는데 일제시 비행장 시설을 하면서 몰래물(구사수)사람들이 이주해와 전성기에는 93세대까지 불어났으나 4ㆍ3사건 등으로 다시 쇠해져 현재는 27가구 88명이 살고 있는 작은 마을이다.

## 어항 구역
- 수역: 36,576m2[1]

## 어항 시설
현재까지 방파제 273m, 물양장 99m가 축조되어 있다.